# Guvernementet Kovno
Guvernementet Kovno var ett guvernement i Kejsardömet Ryssland åren 1843–1915. Det gränsade i väster och norr till guvernementet Kurland och i söder till Vilna, Suvalki samt till Ostpreussen.
Kovno var ett slättland, vars enformighet endast bröts av två bergåsar, som dock ingenstädes var högre än 250 m, samt vattnades av Njemen, som bildade gräns mot Polen, och dess bifloder Vilija, Nevjasja, Dubisja, Minia m. fl., samt Vindau och Muhs, som flöt mot norr genom Kurland. Sjöar fanns till stort antal (omkring 400 med en areal av 450 km2). Av hela arealen upptog skogar 25,4 procent och den odlade jorden närmare 63 procent. Huvudnäringen var jordbruk, som lämnade överskott till utförsel (särskilt av lin och råg).
Av befolkningen var 74 procent litauer, 14 procent judar, 9,5 procent slaver jämte tyskar och romer. Till religion var 76,6 procent romersk-katoliker, 13,7 procent judar, 5,1 procent grekiska katoliker, 4,6 procent protestanter. Guvernementet låg inom det judiska bosättningsområdet i Ryska imperiet. Guvernementet bildades 1843 av norra delen av Guvernementet Vilna och var indelat i sju kretsar (ujezd): Kovno, Novoaleksandrovsk, Ponevjozj, Rossijeny, Sjavli, Telsji, Vilkomir.
Kovno är det forna Samogitien och hörde senare till Litauen samt förenades jämte hela Litauen 1569 med
Polen. 1795 blev delen öster om Njemen rysk och den västra delen preussisk; 1807 tillföll även denna del Ryssland.
Efter Litauens självständighet 1917 utgjorde guvernementet Kovno större delen av den nya republikens territorium.
- Wikimedia Commons har media som rör Guvernementet Kovno.